# Hjalmar Olsson (boxare)
Hjalmar Olsson, född 9 november 1864 i Gryts skärgård i Östergötland och död 30 augusti 1927 på samma ort, blev under namnet Jack Campbell den förste proffsboxaren från Sverige. Han är även bland de enda svenskar som, vid ett par tillfällen, boxats professionellt bareknuckle, det vill säga utan handskar. 
Olsson åkte redan som tonåring till USA. Efter en tids kringflackande fick han kontakt med boxningsmanagern John Maynard och blev sparringpartner till regerande världsmästaren i fjädervikt, John Mitchell. Som boxare bytte han fort namn till det irländskt-klingande Jack Campbell. Vid debutmatchen 5 oktober 1882, då han knockade motståndaren Ed Chambers och därmed blev kalifornisk mästare i fjädervikt hade han ännu inte fyllt 18 år.
Olsson/Campbell gick 26 mästerskapsmacher varav bara fem förluster. Han boxades mot många av sin tids stora boxare i sin viktklass som Young Mitchell och Young Jack Dempsey. Hans sista dokumenterade proffsmatch gick mot engelsmannen Charles Tilly i London. 
Efter sin proffskarriär vistades Olsson ett tag i Sverige innan han återvände till USA. Efter proffstiden turnerade han som uppvisningsboxare samt på varieté och cirkus, där publiken fick pröva sin lycka mot boxaren. När han till slut landade i Sverige igen, omkring 1920, försökte han sig på en karriär som boxningstränare och som arrangör. Han arrangerade ett par proffsgalor i Norrköping med lokala boxare som affischnamn som dock aldrig slog igenom stort. Han startade ett boxningsinstitut vid namn Tornet i samma stad som småningom kom att gå upp i IK Sleipner. Han var tränare i IF Linnéa ett kort tag men tränarkarriären gick inte så bra. Boxningen hade utvecklats från att vara mycket rå och mycket handla om att tåla mycket stryk, till att bli mer teknisk med tekniker som han inte behärskade. 
Hjalmar Olsson avled av cancer. Han ligger begravd på Gryts kyrkogård. 
Boxningsskribenten Christer Franzén har skrivit en liten bok om 24 sidor boxaren Olsson/Campbell, utgiven av Svenska boxningsförbundet och Gryts hembygdsförening. 